# Amphiura fragilis
Amphiura fragilis is een slangster uit de familie Amphiuridae.
De wetenschappelijke naam van de soort werd in 1885 gepubliceerd door Addison Emery Verrill.